# Häschen (Bergisch Gladbach)
Häschen (/ˈhɛːsçən/) ist ein Ortsteil im Stadtteil Bensberg der Stadt Bergisch Gladbach im Rheinisch-Bergischen Kreis.

## Lage und Beschreibung
Häschen liegt an der Kreuzung Buddestraße und Gladbacher Straße. Es bildet mittlerweile mit den umliegenden Ortsteilen einen geschlossenen Siedlungsbereich, so dass es nicht mehr eigenständig wahrgenommen wird.

## Geschichte
Die Topographia Ducatus Montani des Erich Philipp Ploennies, Blatt Amt Porz, belegt, dass der Wohnplatz 1715 als gemeiner Hof kategorisiert wurde und mit Häschen bezeichnet wurde.
Carl Friedrich von Wiebeking benennt die Hofschaft auf seiner Charte des Herzogthums Berg 1789 als Hasken. Aus ihr geht hervor, dass Häschen zu dieser Zeit Teil der Freiheit Bensberg im Kirchspiel Bensberg war.
Unter der französischen Verwaltung zwischen 1806 und 1813 wurde das Amt Porz aufgelöst und Häschen wurde politisch der Mairie Bensberg im Kanton Bensberg zugeordnet. 1816 wandelten die Preußen die Mairie zur Bürgermeisterei Bensberg im Kreis Mülheim am Rhein.
Der Ort ist auf der Topographischen Aufnahme der Rheinlande von 1824 als Häschen und auf der Preußischen Uraufnahme von 1840 ohne Namen verzeichnet. Ab der Preußischen Neuaufnahme von 1892 ist er auf Messtischblättern regelmäßig ohne Namen verzeichnet.
Aufgrund des Köln-Gesetzes wurde die Stadt Bensberg mit Wirkung zum 1. Januar 1975 mit Bergisch Gladbach zur Stadt Bergisch Gladbach zusammengeschlossen. Dabei wurde auch Häschen Teil von Bergisch Gladbach.
| Jahr | Einwohner | Wohn- gebäude | Kategorie      | Politische / kirchliche Zugehörigkeit                              |
| ---- | --------- | ------------- | -------------- | ------------------------------------------------------------------ |
| 1830 | 32        |               | Tagelöhnerhaus | Bürgermeisterei Bensberg, Pfarrgemeinde Bensberg, Haeschen genannt |
| 1845 | 32        | 5             | Bauergüter     | Bürgermeisterei Bensberg, Pfarre Bensberg                          |
| 1871 | 49        | 8             | Hofstelle      | Bürgermeisterei Bensberg, Häs‘chen genannt                         |
| 1885 | 61        | 12            | Ortschaft      | Bürgermeisterei Bensberg, Kirchspiel Bensberg                      |
| 1895 | 60        | 10            | Ortschaft      | Bürgermeisterei Bensberg, Kirchspiel Bensberg                      |